# Comuna Babîne, Stara Sîneava
Babîne (în ucraineană Бабине) este o comună în raionul Stara Sîneava, regiunea Hmelnîțkîi, Ucraina, formată din satele Babîne (reședința) și Dubova.

## Demografie
Componența lingvistică a comunei Babîne
     Ucraineană (99,44%)
     Alte limbi (0,56%)
Conform recensământului din 2001, majoritatea populației comunei Babîne era vorbitoare de ucraineană (99,44%), existând în minoritate și vorbitori de alte limbi.